# GLAMOROUS BEST
『GLAMOROUS BEST』（グラマラス ベスト）は、加藤和樹の2枚目のベスト・アルバムである。

## 概要
- ポニーキャニオン在籍時の楽曲を集めたベスト・アルバム。
- ライブでのみ歌われていた楽曲「あなたと出会えて僕は幸せでした」が初めて音源化され収録。[1]。
- CD＋DVDの2枚組。DVDにはMUSIC CLIPと特典映像が収録されている。

## 収録曲
1. EASY GO
作詞：BCON　作曲/編曲：大島賢治
2. シュールなビートで眠りたい
作詞：Kenko-P　作曲/編曲：大島賢治
3. Kiss In Heaven
作詞：森若香織　作曲：JEFF　編曲：大島賢治/JEFF
4. 欲情 -libido-
作詞：加藤和樹、leonn 作曲：日比野裕史 編曲：ha-j
5. 星へ
作詞/作曲：加藤和樹　編曲：大島賢治
6. 神様ヘルプ!
作詞：康珍化 作曲：芹澤廣明 編曲：ha-j
7. What Can Tonight
作詞：加藤和樹　作曲：森本祐二　編曲：大島賢治/森本祐二
8. メラメラ
作詞：BCON　作曲/編曲：大島賢治
9. 去りゆく君へ
作詞/作曲：田中昭仁 編曲：沢頭たかし
10. Venom
作詞：松井五郎　作曲：田中明仁　編曲：平出悟
11. Oh Yeah! Go Way!
作詞：加藤和樹 作曲/編曲：大島賢治
12. HOME
作詞/作曲：田中昭仁　編曲：大島賢治
13. 灼熱フィンガーでFIVER!
作詞：leonn 作曲：日比野裕史 編曲：HAL
14. あなたと出会えて僕は幸せでした
作詞：加藤和樹　作曲：日比野祐史　編曲：HAL

## DVD収録内容
MUSIC CLIPS
1. Venom
2. EASY GO
3. 欲情-libid-
4. 灼熱フィンガーでFIVER!

特典映像
1. 2009.03.08 『Venom』RELEASE EVENT
2. 2010.10.06　LIVE IN KOREA